# Краснолонка (Дзялдовський повіт)
Краснолонка (пол. Krasnołąka, нім. Schönwiese, Landkreis Neidenburg) — село в Польщі, у гміні Дзялдово Дзялдовського повіту Вармінсько-Мазурського воєводства.
Населення — 282 особи (2011).

## Демографія
Демографічна структура станом на 31 березня 2011 року:
|          | Загалом | Допрацездатний вік | Працездатний вік | Постпрацездатний вік |
| -------- | ------- | ------------------ | ---------------- | -------------------- |
| Чоловіки | 155     | 39                 | 103              | 13                   |
| Жінки    | 127     | 27                 | 85               | 15                   |
| Разом    | 282     | 66                 | 188              | 28                   |